# Château de Torchamp
Le château de Torchamp est un édifice situé à Torchamp, dans l'Orne (région Normandie, France).

## Localisation
Le monument est situé à 1,2 km au sud du bourg de Torchamp.

## Historique
Le 29 septembre 1795, jour de la Saint Michel, Louis de Frotté, chef de l'Armée catholique et royale de Normandie, au cours d'une tournée de révision, passe dans la commune de Torchamp. Mme Doynel, propriétaire du château, l'ayant appris, l'envoie prier de venir avec son détachement souper et coucher chez elle le soir.

## Architecture
Les façades et les toitures sont inscrites au titre des monuments historiques depuis le 3 mai 1974. Le vestibule d'entrée, le salon, la salle à manger, la chambre nord et le boudoir, avec leurs décors, les façades et les toitures de la chapelle, des écuries, du petit pavillon et de l'orangerie, la cour d'honneur, les douves avec le pont, le portail, le colombier de la ferme, en totalité, l'allée d'accès (y compris l'allée latérale nord-ouest), le potager avec ses murs de clôture et le jardin d'agrément avec ses murs sont inscrits depuis le 15 octobre 2002.